# Chtíc, aby spal
Chtíc, aby spal je česká barokní koleda z roku 1647. Jejím autorem je Adam Václav Michna z Otradovic. 

## Historie
Michna koledu uveřejnil v kancionále Česká mariánská muzika. Píseň má 5 slok a strofické schéma 12a 12a 12b 12b (vnitřní rým ve třetím a čtvrtém verši). Text je převzat z Kancionálu (píseň č. 220)
Píseň se stala natolik populární, že zlidověla a vznikly i její parafráze.
Jako jedna z mála českých barokních písní byla přeložena do němčiny a vyšla roku 1701 v kancionále Hymnodia catholica pod názvem Als Jungfrau zart ihr Kinderlein.

## Text koledy
1. Chtíc, aby spal, tak zpívala synáčkovi,
matka, jež ponocovala, miláčkovi:
Spi, nebes dítě milostné, Pán jsi a Bůh,
pěje ti v lásce celý ráj, pozemský luh.
2. Tobě jsem lůžko ustlala, Spasiteli,
k chvále tvé tvory svolala, Stvořiteli!
Zasvitl z nebe hvězdy jas v jesličky tvé,
národy všechny světlem svým k Betlému zve.
3. Dřímej, to žádost matky je, holubičko,
v tobě se duše raduje, ó perličko!
Nebesa chválu pějí tvou, slávu a čest,
velebí tebe každý tvor, tisíce hvězd.
4. Ó lilie, ó fialko, ó růže má,
dřímej, má sladká útěcho, zahrádko má!
Labuti má a loutno má, slavíčku můj,
dřímej, má harfo líbezná, synáčku můj!
5. Miláčku, spi a zmlkněte, andělové,
před Bohem se mnou klekněte, národové!
Sestoupil v pravdě Boží syn na naši zem,
přinesl spásu, pokoj svůj, národům všem.